# Erina
Erina ist ein weiblicher japanischer Vorname.

## Bekannte Namensträgerinnen
- Erina Ikuta (* 1997), japanische J-Pop-Sängerin
- Erina Kabe (* 1985), japanische Skispringerin
- Erina Kamiya (* 1992), japanische Eisschnellläuferin
- Erina Mano (* 1991), japanische J-Pop-Sängerin und Schauspielerin
- Erina Yamane (* 1990), japanische Fußballtorhüterin